# دهستان کرسف
کرسف، دهستانی از توابع بخش مرکزی شهرستان خدابنده در استان زنجان ایران است.

## جمعیت
براساس سرشماری سال ۱۳۸۵ جمعیت آن ۱۱٬۲۶۳ نفر (۲٬۶۵۵ خانوار) بوده است.